# ヘクマット・E・シーラーズィー
ヘクマット・E・シーラーズィー（1892年6月16日 - 1980年8月25日、ペルシア語:علی‌اصغر حکمت شیرازی Ali-Asghar Hekmat-e Shirazi または Mirza Ali-Asghar Khan Hekmat-e Shirazi ) は、イランの政治家、外交官、作家。ヘクマテ・シーラーズィーとも表記される。レザー・パフラヴィーおよびモハンマド・レザー・パフラヴィーの統治下で、外務大臣、法務大臣、文化・イスラム指導大臣を務めた。インドではイラン大使を務め、インドの歴史や文化について複数の著書がある。イラン革命後は、その著書や作品は無視され、本人はフリーメイソンだという烙印を押されたが、著書『インドの遺跡におけるペルシア語の碑文』がその後再版され、イランに紹介されている
.  
.